# 木戸聡彦
木戸 聡彦（きど としひこ、6月23日 - ）は、札幌テレビ放送のアナウンサー。

## 来歴
京都府出身。京都工芸繊維大学卒業。大学在学時には、モデルや映画エキストラの仕事をしていた。また、結婚式場選びでブライダルフェアに参加しているカップルのために模擬挙式をしてみせるアルバイトもしていた。大学卒業後、2014年4月札幌テレビ入社。『どさんこワイド179』などの自社製作番組に出演するほか、『news every.』（日本テレビ）や『情報ライブ ミヤネ屋』（読売テレビ）などの日本テレビ系全国ネット番組に出演することがある。2024年度からは、制作スポーツ局スポーツ部が手掛けるSTVスポーツ系コンテンツを担当している。

## 担当番組

### テレビ番組
- ハッピーおとどけ隊[12]
- どさんこワイド179[13][14]
- どさんこ☆ドラマ部!!（2023年9月30日 - ）[11][15]

### ラジオ番組
- アタックヤング60（2022年5月）[16]
- まるごと!エンタメ〜ション
  - ようじのぢかん 5月第5週[16]（2022年5月30日 - 6月3日）
  - ようじのぢかん 4月第3週[17]（2023年4月17日 - 21日）

## 学生時代の活動
脚注の無いデータは、当時の所属事務所が公表しているデータからの参考。

### 映画
- 大奥（2010年、松竹/アスミック・エース） - 御中臈 役
- 太秦ライムライト（2013年制作/2014年公開、ティ・ジョイ）[18]

### ビデオパッケージ
- 世界遺産 二条城ウェディング ビデオパッケージ（株式会社タガヤ）

### スチールモデル
- レイウエディング（サンケイリビング新聞社）
- ダンロップ テニスウェア（2012年、ダンロップスポーツ）